# A föníciai séma
A föníciai séma (eredeti cím: The Phoenician Scheme) 2025-ben bemutatott német–amerikai filmvígjáték, amelyet saját forgatókönyvéből Wes Anderson rendezett és készítet, Roman Coppola története alapján. A főbb szerepekben Benicio del Toro, Mia Threapleton, Michael Cera, Riz Ahmed, Tom Hanks, Bryan Cranston, Mathieu Amalric, Richard Ayoade, Jeffrey Wright, Scarlett Johansson, Benedict Cumberbatch, Rupert Friend, Hope Davis, F. Murray Abraham, Charlotte Gainsbourg, Willem Dafoe és Bill Murray látható.
Anderson 2023 júniusában beszélt a filmről az Asteroid City promóciója során; elmondta, a forgatókönyv már a 2023-as WGA-sztrájk kezdete előtt elkészült. Szeptemberben elárulta, hogy del Toro és Cera is szerepelni fog a filmben, és reméli, a 2023-as SAG-AFTRA sztrájk végeztével hamarosan megkezdődhet a forgatás. A többi szereplő 2024 januárja és júniusa között írta alá a szerződést. A forgatás 2024 március és június között zajlott a németországi Babelsberg Stúdióban, Bruno Delbonnel operatőr közreműködésével. Anderson gyakori munkatársa, Alexandre Desplat szerezte a film zenéjét.
Világpremierje 2025. május 18-án volt a 2025-ös Cannes-i fesztiválon. Németországban 2025. május 29-én a Universal Pictures, az Amerikai Egyesült Államokban 2025. május 30-án a Focus Features mutatta be. Magyarországon május 29-én jelent meg az UIP-Dunafilm forgalmazásában. Általánosságban pozitív visszajelzéseket kapott a kiritikusoktól.

## Cselekmény
1950-ben Anatole „Zsa-Zsa” Korda fegyverkereskedő és iparmágnás, épphogy túlél egy merényletet. Eszméletét vesztve az utóéletbe kerül, ahol egy mennyei bíróság dönt arról, hogy méltó-e a mennyországba jutni. Rádöbbenve, hogy nem menekülhet örökké a merénylők elől, Korda megpróbálja rendezni viszonyát egyetlen lányával, a katolikus novíciával, Liesllel. Arra kéri, hogy hagyja el az egyházat, és vegye át örökségét: a vállalatot. Kapcsolatuk feszült, mivel Korda már ötéves korában zárdába küldte a lányt, és az a pletyka is kering, hogy Korda megölte Liesl édesanyját, amit ő tagad. Liesl időközben megismerkedik Bjørnnel, egy norvég rovartudóssal, aki Korda asszisztenseként dolgozik.
A világ kormányai meg akarják állítani Korda erkölcstelen üzleti tevékenységét. Amikor Korda minden vagyonát egy kockázatos tervre teszi fel – föníciai infrastruktúrájának rabszolgamunkával történő átépítésére – lehetőség adódik a bukására. Excalibur ügynök, egy kormányzati titkosügynök, összeesküvést sző, hogy felhajtsa az építőanyagok árát, ezzel a csőd szélére sodorva Kordát.
Korda Liesllel és Bjørnnel nekivág, hogy meggyőzze – vagy becsapja – befektetőit. A kaliforniai Lelandet és Regant megtéveszti, és úgy írat alá velük egy megnövelt hozzájárulásról szóló szerződést, hogy nem közli velük a változást. Marseille Bobot, egy francia éjszakai klubtulajdonost zsarolással tart sakkban, míg Martyval, a keleti parti üzletemberrel öngyilkos merényletet színlelve próbálja elérni a célját. Bár befektetői felháborodnak, Korda mindannyiszor kimagyarázza magát. Végül azonban a hiányzó költségvetésnek csupán az 50%-át hajlandók fedezni.
Az utazás során Liesl és Korda felfedezik furcsa kapcsolatukat. Miután Korda golyót kap Marseille Bob helyett, az utóéletben találkozik Liesl anyjával, aki elmondja neki, hogy nem ő Liesl apja. Korda rájön, hogy családjának csak pénzt tudott adni, szeretetet nem. Emellett, Martyval való szembesülése során a bűntudattól gyötört Korda bevallja, hogy tudott róla, Liesl anyja viszonyt folytatott Korda féltestvérével, Nubar-ral. Bosszúból kitalált egy történetet, miszerint az asszony Nubar asszisztensével is megcsalja őt, ez vezetett oda, hogy Nubar megölte Liesl anyját. Korda azt is beismeri, hogy még mindig üzleti kapcsolatban áll Nubarral, aki szintén befektetett a föníciai tervbe. Liesl felháborodik apja erkölcstelenségén, de beleegyezik, hogy továbbra is segít neki, csakhogy börtönbe juttathassa Nubart.
Hogy elkerülje, hogy Nubar segítségét kelljen kérnie, Korda végső elkeseredésében megkéri unokatestvére, Hilda kezét, aki örököse a Korda-féle fegyvergyár vagyonának. Hilda elfogadja a lánykérést, de nem hajlandó növelni a befektetését. Hazafelé repülve szabotőrök megsemmisítik Korda repülőgépét. A roncsból kiderül, hogy Bjørn kémként dolgozott az Excalibur konzorciumnak, de átáll, mert beleszeretett Lieslbe. Korda elmagyarázza Lieslnek, hogy a családjuk már generációk óta diszfunkcionális. Liesl megdöbben, és úgy dönt, kiszáll a családi üzletből, és visszatér az egyházhoz. Egy gerillacsoport menti ki őket, és hazaviszik őket, ahol Liesl főnökasszonya elbocsátja az egyházi rendből, mivel túl anyagias az apácaélethez.
Korda befektetői a Desert Oasis Palace hotelben gyűlnek össze, hogy megnézzék a projekt bemutatóját. Korda, Liesl és Bjørn végül találkoznak Nubarral, aki bejelenti, hogy teljes egészében visszavonja befektetését. Nubar tagadja, hogy ő lenne Liesl igazi apja, és elárulja, hogy végig ő próbálta megölni Kordát, mert úgy gondolja, az élet egy játék, ahol az a lényeg, „ki győz le kit”. Nubar megpróbálja megölni Kordát egy verekedésben, de Korda győzedelmeskedik.
Korda elhatározza, hogy megváltozik: áttér a katolikus hitre, kifizeti a munkásait, és teljes vagyonát a föníciai terv megvalósítására fordítja, úgy véli, hogy egy értelmes projekt befejezése értelmet adhat az életének. Bár csődbe megy, Liesl lenyűgözve elfogadja őt apjaként. Visszavonulnak egy egyszerűbb életbe, és egy kis bisztrót vezetnek. Hilda érvényteleníti rövid házasságát Kordával, és visszaadja a jegygyűrűt. Korda kölcsönadja a gyűrűt Bjørnnak, aki megkéri Liesl kezét, a lány igent mond. A nap végén Liesl és Korda kártyáznak együtt, mint egy igazi család.

## Szereplők
| Szerep                     | Színész                      | Magyar hang        | Leírás |
| -------------------------- | ---------------------------- | ------------------ | --- |
| Anatole "Zsa-Zsa" Korda    | Benicio del Toro             | Gergely Róbert     | Egy könyörtelen, de karizmatikus iparmágnás.                                                                                               |
| Liesl nővér                | Mia Threapleton              | Csuha Borbála      | Korda lánya és apáca. |
| Liesl nővér                | Beatrice Campbell (fiatalon) | Koch-Bulla Zelda   | Korda lánya és apáca. |
| Bjørn Lund / Bjørn Carlson | Michael Cera                 | Molnár Levente     | Norvég rovarszakértő, oktató és Korda adminisztratív asszisztense; később kiderül róla, hogy delaware-i származású amerikai kormányügynök. |
| Farouk herceg              | Riz Ahmed                    | Varju Kálmán       | Főnícia koronahercege. |
| Leland                     | Tom Hanks                    | Kőszegi Ákos       | Bizalmatlan Korda-befektető Sacramentóból.                                                                                                 |
| Reagan                     | Bryan Cranston               | Rosta Sándor       | Leland morgós testvére és üzlettársa. |
| Marseille Bob              | Mathieu Amalric              | Vida Péter         | Gengszter, éjszakai klub tulajdonos és Korda-befektető.                                                                                    |
| Sergio                     | Richard Ayoade               | Makranczi Zalán    | Forradalmi gerilla. |
| Marty                      | Jeffrey Wright               | Törköly Levente    | Korda-befektető Newarkból. |
| Hilda Sussman-Korda kuzin  | Scarlett Johansson           | Csondor Kata       | Korda másod-unokatestvére és leendő felesége.                                                                                              |
| Nubar Korda bácsi          | Benedict Cumberbatch         | Simon Kornél       | Korda elhidegült féltestvére. |
| Excalibur                  | Rupert Friend                | Kárpáti Levente    | Kormányügynök, akinek a feladata Korda üzleti birodalmának lerombolása.                                                                    |
| Főnökasszony               | Hope Davis                   | Kisfalvi Krisztina | Liesl főnöke a kolostorban. |
| Isten                      | Bill Murray                  | Harsányi Gábor     | Isten |
| Korda első felesége        | Charlotte Gainsbourg         | Németh Kriszta     | Korda első felesége. |
| Knave                      | Willem Dafoe                 | Epres Attila       | Korda mennyei védőügyvédje. |
| Próféta                    | F. Murray Abraham            | Barbinek Péter     | Próféta. |
| Korda pilótája             | Stephen Park                 | Háda János         | Korda pilótája. |
| Broadcloth                 | Alex Jennings                |                    | |
| Közjegyző                  | Jason Watkins                |                    | Közjegyző. |

### Magyar változat
- Magyar szöveg: Kis János
- Hangmérnök: Halas Péter
- Vágó: Wünsch Attila
- Gyártásvezető: Vigvári Ágnes
- Szinkronrendező: Molnár Kristóf
- Produkciós vezető: Fekete Márk

A szinkront a Direct Dub Studios készítette el.

## A film készítése
Wes Anderson azután döntött úgy, hogy egy történetet ír a Közel-Keletről, miután elhunyt apósát, Fouad Malouf libanoni mérnököt elveszítette, a filmet neki ajánlotta. Anderson úgy emlékezett Maloufra, mint „egy elképesztő, már-már mitikus alakra... bölcs és nagyon intelligens volt, de egy kicsit félelmetes is.” Szeretett volna egy olyan filmet készíteni, amelyben az apa „rájön, hogy a hatalmas üzleti terve valójában csak egy rituálé, egy trükk, hogy visszaszerezze [a lányát].” Amikor Malouf egészségi állapota romlani kezdett, megmutatta Anderson feleségének azokat a cipősdobozokat, amelyekben emlékeit és dokumentumait rendszerezte. Anderson ezeket a dobozokat is átemelte a filmbe, Zsa-Zsa Korda a filmben szintén cipősdobozokba rendezi üzleti terveit.
Zsa-Zsa karakterét Anderson korabeli iparmágnásokról mintázta, mondván, olyan figurát akart, aki „akár egy Antonioni-filmből is kiléphetne, napszemüvegben.” Zsa-Zsa fényűző palazzója, műgyűjtő szenvedélye és „Mr. Five Percent” beceneve az örmény olajmágnás, Calouste Gulbenkian jellemzőiből származnak. Ezen kívül Zsa-Zsa testvére, Nubar neve, megjelenése és brit modora Gulbenkian fiától, Nubar Gulbenkiantól lett kölcsönözve. (További inspiráció lehetett Nubar karakteréhez a Bizalmas jelentés (1955) című film címszereplője is.) Anderson említést tett még olyan üzletemberekről is, mint Arisztotélisz Onászisz, Sztávrosz Niárhosz, Gianni Agnelli és William Randolph Hearst, mint további hatások. A film csúcspontjában látható mechanikus dioráma A játékszabály (1939) című filmre utal, amely szintén a gazdagokat gúnyolja ki, és a régi európai elit korszakának végét jelzi.
Anderson úgy döntött, hogy a film középpontjába a vallást állítja, noha bevallása szerint ő maga csak „nagyjából” hisz Istenben. Elmondása szerint középiskolája episzkopális hatásokkal bírt, és „ha ezzel a vallással nősz fel, akkor az valahogy mindig veled marad.” A film túlvilági jeleneteit gyakran hasonlítják Powell és Pressburger Diadalmas szerelem (1946) című filmjéhez, a Korda vezetéknév pedig talán utalás lehet a magyar-brit filmrendezőre, Korda Sándorra, aki számos Powell és Pressburger-film producere volt, bár éppen a Diadalmas szerelem nem tartozott ezek közé. A film vallási témájú jeleneteit Luis Buñuel munkássága is inspirálta.
Anderson régi munkatársa, Steven Rales producerként, illetve cége, az Indian Paintbrush gyártóként vett részt a filmben. A film zenéjét ismét Alexandre Desplat szerezte, ez volt a hetedik közös munkája Andersonnal.

### Forgatás
A forgatás 2024. március 12-én kezdődött a németországi Babelsberg Studiosban, és ugyanazon év június 3-án fejeződött be. A francia operatőr, Bruno Delbonnel 35 mm-es filmre forgatott, ez volt az első egész estés közös munkája Andersonnal. Ez volt egyben Anderson első élőszereplős filmje, amelyet nem állandó operatőre, Robert Yeoman fényképezett. A film a szokatlan 1.5:1 képarányt használta.

## Bemutató
2025 februárjában a Focus Features megszerezte a film világszintű forgalmazási jogait, míg a nemzetközi forgalmazást az anyavállalat Universal Pictures végezte. A projektet 2025. május 18-án mutatták be a 2025-ös cannes-i fesztiválon, ahol az Arany Pálma díjért versenyzett. A föníciai sémát 2025. május 29-én mutatta be az Universal Pictures Németországban, míg az Amerikai Egyesült Államokban 2025. május 30-án korlátozott számú mozikban; a nemzetközi bemutató 2025. június 6-án volt.

## Fogadtatás

### Bevételi adatok

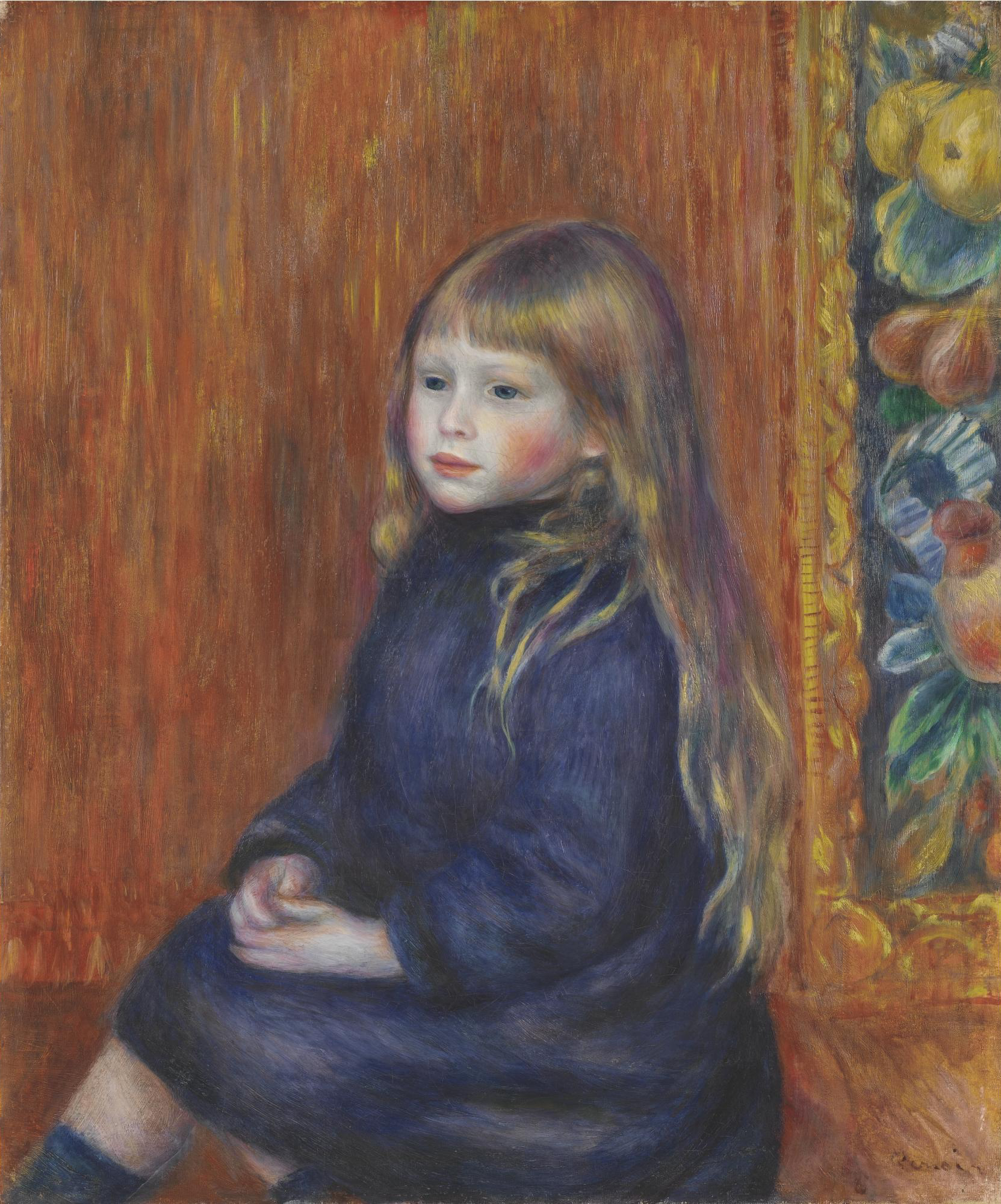
Pierre-Auguste Renoir Enfant Assis en Robe Bleue című festményét kölcsönadták a produkcióhoz

2025. július 30-án A föniciai séma 20 millió dolláros bevételt ért el az Amerikai Egyesült Államokban és Kanadában, míg 19 millió dolláros bevételt más területeken, így világszerte összesen 39 millió dolláros bevételt hozott.

### Fogadtatás
A Rotten Tomatoes weboldalon 78%-os értékelést kapott 258 pozitív kritika alapján. Az oldal szöveges összefoglalója szerint: „A Rube Goldman-féle gépezetek bonyolultságával készült Föníciai séma nem tér el Wes Anderson egyre díszesebb stílusától, de a műveletet finom ízléssel tálalja.” A Metacritic oldalán 100-ból 70 pontot kapott 53 kritika alapján, ami „általánosságban kedvező” értékelést jelent. A CinemaScore által megkérdezett nézők A+-tól F-ig terjedő skálán átlagosan „B-” osztályzatot adtak a filmre, míg a PostTrak által megkérdezettek 81%-a pozitívan értékelte, és 62%-uk azt mondta, hogy mindenképpen ajánlaná másoknak is.
Tim Grierson a ScreenDaily-től azt írta, hogy a film „elragadó, bár a narratíva inkább zavaros, mint élvezetes”.
William Bibbiani, a TheWrap újságírója a filmet „komoly műalkotásnak nevezte, amely azonban időpocsékolásnak tűnik”.
Davide Abbatescianni a Cineuropa-tól „Anderson filmográfiájának egy újabb elegáns, de könnyen feledhető fejleményének nevezte, amely megfelel a vizuális és narratív furcsaságok követelményeinek, de semmilyen tartalommal nem szolgál”.

### Díjak és jelölések
| Társulat               | Időpont        | Kategória   | Átvevő(k)    | Eredmény | Forr.  |
| ---------------------- | -------------- | ----------- | ------------ | -------- | ------ |
| Cannes-i Filmfesztivál | 2025. május 24 | Arany Pálma | Wes Anderson | Jelölve  | [ 31 ] |